# 灯塔计划
灯塔计划（英語：The Lighthouse Project）是在广东省广州市发起，面向农村教育的纯公益性质活动。通过组织拥有良好教育背景的义工到偏远地区学校开展义教活动的过程，分享城乡两地教育资源，改善偏远地区师资力量薄弱的状况，引导并唤起当地学生的学习动力和生活追求，帮助他们树立健康、积极的人生观，从而促进当地社会的可持续发展。
2001年至2009年间，该计划利用寒暑假、黄金周及其他时间，先后组织了11批共2000多人次在校大学生及部分在职人士，多次前往肇庆、清远、云浮和广西、湖南偏远地区的12所中小学开展短期下乡义教工作，前后服务时间逾300000小时，服务学生6000余人次，在当地和广州地区引起了广泛深远的影响。

## 相关链接
- （简体中文）灯塔计划网站 （页面存档备份，存于）